# Slørhale
Slørhaler er en fremavlet variant af den almindelige guldfisk (Carassius auratus auratus) og er en meget populær akvariefisk. Den hører til familien Cyprinidae og blev beskrevet af Carl von Linné i 1758. 

## Akvarieforhold
Arten kan blive op til 25 cm lang og bør derfor holdes i akvarier fra 200l og opad. Slørhalen er altædende og spiser det meste man tilbyder den under akvarieforhold. Man skal kun holde den sammen med hårdføre planter, eftersom den godt kan finde på at spise planter.
Slørhalen er en koldtvandsfisk og skal ikke holdes i akvarier på over 23 grader.

## Ynglebiologi
I parringstiden får slørhalehannen små hvide knopper på gællelågene og finnerne. Set ovenfra er hunnerne noget mere buttede/runde i formen end hannerne.
Slørhaler er æglæggende, og (såfremt det er en stor art) kan de lægge op til 1000 æg pr. gydning. Desuden yngler de i naturen om sommeren, når vandet bliver varmere. Såfremt man ønsker at igangsætte parring hos slørhaler i akvarie, kan det derfor være fordelagtigt at skrue lidt op for temperaturen, skifte oftere vand og ændre på fodret. 
Parringen ser ofte ret vild ud, hannen jagter hunnen rundt i akvariet. Hunnen laver oftest nogle små dyk ned i en plante/sten eller lign, mens hannen puffer til hende bagi. Lidt efter ryster hunnen nogle bittesmå, ca 1,3 m.m., gennemsigtige æg ud overalt i akvariet. Æggene sætter sig fast på bl.a. planterne. Jagten kan fortsætte i lang tid, ofte flere timer. Sidst vil man se noget lidt hvid "væske" brede sig i overfladen, og gøre vandet sløret. Det er på den måde hannen befrugter æggene.
Slørhaler har ingen "forældrepleje" overhovedet, tværtimod spiser de æggene.
Man kan dog prøve på at gemme nogle æg ved at sætte dem i et separat yngleakvarium.
Efter der er gået ca. 3 dage klækker æggene, og små bitte fisk, der ikke ligner slørhaler, vil svømme rundt i akvariet. De første par dage skal man ikke fodre, men efter ca. 3-5 kan man så småt begynde med en smule knust voksenfoder.

## Krav til akvarie med slørhaler
- Akvariestørrelse: 80l for en 1 slørhale, 40l for hver ekstra slørhale der bliver placeret i akvariet.
- Vandcirkulation: Middel
- Mindste Temperatur: 6
- Max Temperatur: 23
- Belysning: Medium